# Ramūnas Usonis
Ramūnas Usonis (* 12. Mai 1963 in Vilnius) ist ein litauischer sozialdemokratischer Politiker, Vizeminister der Verteidigung.

## Leben
Nach dem Abitur an der Mittelschule absolvierte Usonis von 1980 bis 1986 das Diplomstudium der Wirtschaft an der Vilniaus valstybinis universitetas. Von 1986 bis 1991 arbeitete er im Finanzministerium, von 1991 bis 1992 bei „Alna International UAB“, von 1994 bis 1997 bei „UAB Lithaver“ und von 1998 bis 2002 bei FNTT am Innenministerium. Seit 2013 ist er stellvertretender Verteidigungsminister, Stellvertreter von Juozas Olekas im Kabinett Butkevičius.
Usonis ist Mitglied der LSDP.